# Groupe ISAE
Das Groupe ISAE ist ein Netzwerk von Hochschulen für Luft- und Raumfahrttechnik in Frankreich.

## Geschichte
Die Gruppe wurde im Mai 2011 durch das Institut Supérieur de l’Aéronautique et de l’Espace (jetzt ISAE-SUPAERO) in Toulouse und die École nationale supérieure de mécanique et d’aérotechnique (ENSMA) gegründet, die dann den Namen ISAE-ENSMA annahm.
Im September 2012 wurde die ISAE-Gruppe durch die Integration der École supérieure des techniques aéronautiques et de construction automobile (ESTACA) in Saint-Quentin-en-Yvelines und in Laval sowie der École de l’air et de l’Espace in Salon-de-Provence erweitert.
Im Januar 2018 wurde die ISAE-Gruppe um eine fünfte Hochschule erweitert: das Institut supérieur de mécanique de Paris, das nun ISAE-SUPMECA heißt.
Am 1. Februar 2022 trat die École nationale de l’aviation civile, die größte europäische Luftfahrtuniversität, der Gruppe bei.

## Zweck und Ziele
Die Groupe ISAE wird in Form eines Kooperationskonsortiums zwischen autonomen Einrichtungen gegründet. Sie wird durch einen Partnerschaftsvertrag geregelt, der eine gemeinsame Charta enthält.
Ihr Ziel ist es, "die französischen Hochschulen für Luft- und Raumfahrttechnik unter einem gemeinsamen Dach zu vereinen, um den Einfluss dieser Hochschulen auf nationaler und internationaler Ebene zu erhöhen und die Ausbildung von Ingenieuren im Bereich der Luft- und Raumfahrt zu fördern".
Die von den Mitgliedern der Groupe ISAE gemeinsam durchgeführten Projekte und Aktionen betreffen die Ausbildung, die Forschung und den nationalen und internationalen Einfluss.
Die Projekte und Aktionen der Groupe ISAE werden mit Unterstützung der GIFAS (Groupement des industries françaises aéronautiques et spatiales) entwickelt, deren Mitgliedsunternehmen die wichtigsten Arbeitgeber für die Absolventen der Colleges der Gruppe darstellen.